# Коханці (фільм, 1999)
«Коханці» (англ. Lovers) — французький дебютний фільм режисера Жана-Марка Барра, знятий 1999 року. Світова прем'єра стрічки відбулася 8 жовтня 1999 року в Італії.

## Сюжет
Жанна працює продавчинею в паризькому книжковому магазині. Одного дня до неї заходить молодий серб Драґан, який шукає книгу про італійського художника. Між Жанною та Драґаном одразу виникає взаємна симпатія, що переходить у пристрасні любовні стосунки. Але Жанна не знає, що її новий друг живе у Франції нелегально…

## У ролях
- Елоді Буше — Жанна
- Сєрґєй Тріфуновіч — Драґан

## Нагороди і номінації
Загалом стрічка отримала 2 нагороди, зокрема:
- Нагорода великих сподівань у категорії «Продюсер» (Паскаль Арнольд і Іммануель Муньє) на кінофестивалі в Мюнхені
- Приз Федерації кінокритиків — спеціальна відзнака Жану-Марку Барру на кінофестивалі молодого європейського кіно в Коттбусі «За його творче використання кіномови у виявленні актуальних сучасних проблем.»

## Цікаві факти
- Фільм є п'ятим, що був відзнятий у рамках руху «Догма 95»
- Це перша стрічка «Трилогії свободи» Жана-Марка Барра та Паскаля Арнольда, до якої, крім неї, входять фільми «Надто багато плоті» та «Прояснення». У ній автори досліджують головний вимір людського життя — любов, що виникає так неждано і що змінюється до невпізнання.[3]